# Atypischer HSD10-Mangel
Der Atypische HSD10-Mangel ist eine sehr seltene angeborene Sonderform des HSD10-Mangels und eine zu den Nicht-syndromalen X-chromosomalen mentalen Retardierungen zählende Erkrankung mit den Hauptmerkmalen geistige Retardierung, Choreoathetose und Verhaltensauffälligkeiten.
Synonyme sind: HSD10 Mangel, atypische Form; Geistige Retardierung, X-chromosomale, syndromale, Typ 10; X-chromosomale syndromale Intelligenzminderung Typ 10; englisch X-linked intellectual disability-choreoathetosis-abnormal behavior syndrome; Mental retardation, X-linked, syndromic 10; MRXS10
Die Erstbeschreibung erfolgte im Jahre 1999 durch den belgischen Humangenetiker Edwin Reyniers und Mitarbeiter.

## Verbreitung
Die Häufigkeit wird mit unter 1 zu 1.000.000 angegeben, bislang wurde eine Familie mit 5 Betroffenen beschrieben. Die Vererbung erfolgt X-chromosomal-rezessiv.

## Ursache
Der Erkrankung liegen Mutationen im HSD17B10-Gen auf dem X-Chromosom Genort p11.22 zugrunde, welches für die L-3-Hydroxyacyl-CoA-Dehydrogenase II kodiert.

## Klinische Erscheinungen
Klinische Kriterien sind:
- Leichte geistige Behinderung
- Choreoathetose
- Verhaltensauffälligkeiten wie Aggressivität, Agitiertheit, Halluzinationen und Selbstverletzungen.